# Lista chorążych reprezentacji Liechtensteinu na igrzyskach olimpijskich
Lista chorążych reprezentacji Liechtensteinu na igrzyskach olimpijskich – lista zawodników i zawodniczek reprezentacji Liechtensteinu, którzy podczas ceremonii otwarcia nowożytnych igrzysk olimpijskich nieśli flagę Liechtensteinu.

## Chronologiczna lista chorążych
| Lp. | Rok i miejsce           | Chorąży               | Dyscyplina            |
| --- | ----------------------- | --------------------- | --------------------- |
| 1   | 1936, Innsbruck         | b.d.                  |                       |
| 2   | 1936, Berlin            | Oskar Ospelt          | Lekkoatletyka         |
| 3   | 1948, Sankt Moritz      | Christof Frommelt     | Biegi narciarskie     |
| 4   | 1948, Londyn            | b.d.                  |                       |
| 5   | 1952, Helsinki          | b.d.                  |                       |
| 6   | 1956, Cortina d'Ampezzo | Eduard, von Falz-Fein | Bobsleje              |
| 7   | 1960, Squaw Valley      | b.d.                  |                       |
| 8   | 1960, Rzym              | Alois Büchel          | Lekkoatletyka         |
| 9   | 1964, Innsbruck         | b.d.                  |                       |
| 10  | 1964, Tokio             | Alois Büchel          | Lekkoatletyka         |
| 11  | 1968, Grenoble          | b.d.                  |                       |
| 12  | 1968, Meksyk            | b.d.                  |                       |
| 13  | 1972, Sapporo           | b.d.                  |                       |
| 14  | 1972, Monachium         | Eduard, von Falz-Fein | Bobsleje              |
| 15  | 1976, Innsbruck         | Ursula Konzett        | Narciarstwo alpejskie |
| 16  | 1976, Montreal          | b.d.                  |                       |
| 17  | 1980, Lake Placid       | Petra Wenzel          | Narciarstwo alpejskie |
| 18  | 1984, Sarajewo          | Günther Marxer        | Narciarstwo alpejskie |
| 19  | 1984, Los Angeles       | Manuela Marxer        | Lekkoatletyka         |
| 20  | 1988, Calgary           | Andi Wenzel           | Narciarstwo alpejskie |
| 21  | 1988, Seul              | Yvonne Elkuch         | Kolarstwo             |
| 22  | 1992, Albertville       | Birgit Heeb           | Narciarstwo alpejskie |
| 23  | 1992, Barcelona         | Manuela Marxer        | Lekkoatletyka         |
| 24  | 1994, Lillehammer       | Markus Hasler         | Biegi narciarskie     |
| 25  | 1996, Atlanta           | Birgit Blum           | Judo                  |
| 26  | 1998, Nagano            | Tamara Schädler       | Narciarstwo alpejskie |
| 27  | 2000, Sydney            | Oliver Geissmann      | Strzelectwo           |
| 28  | 2002, Salt Lake City    | Marco Büchel          | Narciarstwo alpejskie |
| 29  | 2004, Ateny             | Oliver Geissmann      | Strzelectwo           |
| 30  | 2006, Turyn             | Jessica Walter        | Narciarstwo alpejskie |
| 31  | 2008, Pekin             | Marcel Tschopp        | Lekkoatletyka         |
| 32  | 2010, Vancouver         | Richard Wunder        |                       |
| 33  | 2012, Londyn            | Stephanie Vogt        | Tenis ziemny          |
| 34  | 2014, Soczi             | Tina Weirather        | Narciarstwo alpejskie |
| 35  | 2016, Rio               | Julia Hassler         | pływanie              |
| 36  | 2018, Pjongczang        | Marco Pfiffner        | Narciarstwo alpejskie |
| 37  | 2020, Tokio             | Julia Hassler         | pływanie              |
| 37  | 2020, Tokio             | Raphael Schwendinger  | Judo                  |